# Młot rycerski

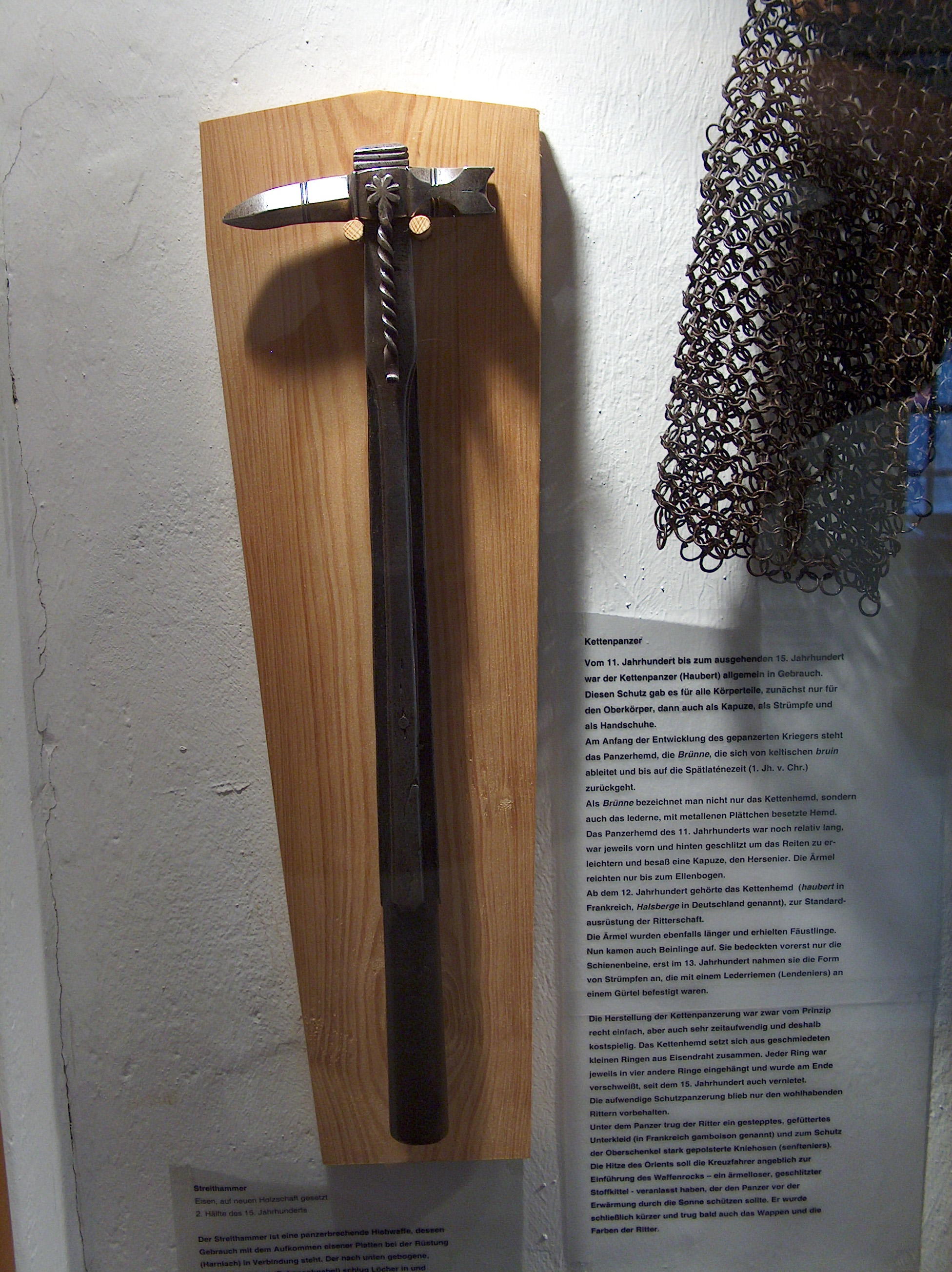

Młot rycerski – jedna z form broni obuchowej, odmiana młota bojowego, używana w Europie przez rycerzy od XIV do XVI wieku. Składał się z żeleźca zakończonego z jednej strony płaskim młotkiem, z drugiej ostrym dziobem lub w formie siekierki i długiego drzewca. Dlatego też młot rycerski może być kwalifikowany zarówno jako broń obuchowa miażdżąca, jak i broń obuchowo-sieczna. Posiadał drewniany lub metalowy trzonek o długości do 50 cm. Używany był jako broń jednoręczna, służył do rozbijania uzbrojenia ochronnego przeciwnika, hełmu lub zbroi w bliskim starciu. Na wschodzie jego odpowiednikiem był nadziak.

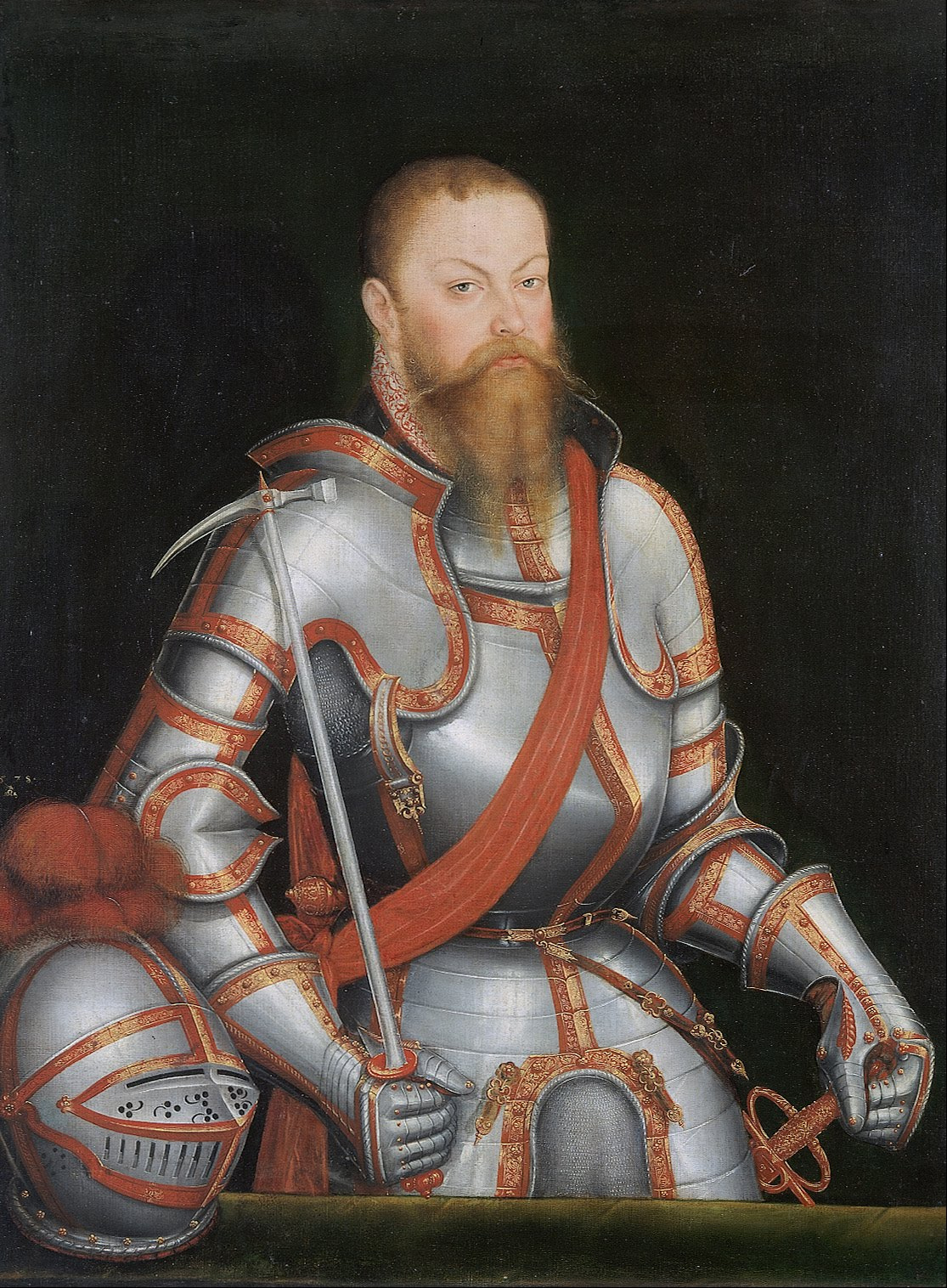
Maurycy Wettyn w 1578 roku z młotem rycerskim w ręku.